# 사카이 다다쿠니 (1651년)
사카이 다다쿠니(일본어: 酒井忠国, 1651년 ~ 1683년 2월 7일)는 아와 가쓰야마 번 초대 번주를 지냈다. 부친 사카이 다다토모가 오바마 번 세자자리에서 폐적되어 세자자리는 숙부 사카이 다다나오가 이어 받았으며 후에 오바마 번주가 된 숙부 다다나오에 의해 1만석을 수여받아 아와 가쓰야마 번을 창설하였다.
| 전임 (사카이 다다토모) | 제1대 우타노카미 사카이가 다다쿠니류 당주 1668년 ~ 1683년 | 후임 사카이 다다타네 |

| 전임 (나이토 마사카쓰) (사카이 다다나오) | 제1대 아와 가쓰야마 번 번주 (우타노카미 사카이가 다다쿠니류) 1668년 ~ 1683년 | 후임 사카이 다다타네 |